# Rhabdomastix georgica
Rhabdomastix georgica là một loài ruồi trong họ Limoniidae. Chúng phân bố ở miền Cổ bắc.